# Trần Thị Lý
Trần Thị Lý (30 tháng 12 năm 1933 – 20 tháng 11 năm 1992), tên khai sinh là Trần Thị Nhâm, là một nhà hoạt động cách mạng, nữ chiến sĩ Quân đội Nhân dân Việt Nam và Quân Giải phóng miền Nam Việt Nam, tham gia trong chiến tranh Đông Dương và chiến tranh Việt Nam, là nữ tù chính trị dưới các nhà tù Pháp–Mỹ và là Anh hùng Lực lượng Vũ trang Nhân dân Việt Nam. Về phía chính quyền Việt Nam, bà được xem là một "nữ chiến sĩ cách mạng dũng cảm, vì đã từng chịu nhiều cực hình, tra tấn dã man từ chính quyền Ngô Đình Diệm trong các nhà tù của Pháp mà vẫn không khai báo và khuất phục."

## Cuộc đời
Trần Thị Lý, tên khai sinh là Trần Thị Nhâm, bí danh Bích Ngọc, sinh ngày 30 tháng 12 năm 1933 tại xã Điện Quang, huyện Điện Bàn, tỉnh Quảng Nam, là cháu gái của nhà cách mạng Trần Cao Vân. Từ năm 1945–1950, bà được tổ chức giao nhiệm vụ phụ trách phong trào thiếu nhi của xã Chương Dương (nay thuộc xã Điện Quang, Điện Bàn), cán bộ phụ nữ cứu quốc huyện Điện Bàn. Ngày 30 tháng 4 năm 1950, bà được kết nạp vào Đảng Cộng sản Việt Nam.

Giai đoạn 1951–1956, bà tham gia đường dây cán bộ nằm vùng và đã từng 2 lần bị bắt nhưng đều được tha vì không đủ chứng cứ. Năm 1957, bà bị bắt lần thứ 3 trong một chiến dịch truy nã Việt Minh do Ngô Đình Diệm tổ chức. Chính quyền Việt Nam Cộng Hòa đã tra tấn bà một cách ác liệt với những hình thức như điện giật, dùi đâm, đổ nước xà phòng, dùng dao cắt vú, dùng lửa nung bộ phận sinh dục. Tháng 9 năm 1958, khi bà kiệt sức và chết lâm sàng, các nhân viên tham gia tra tấn đã mang bà ra vứt ngoài nhà lao. Bà được cơ sở gần đó đã phát hiện ra bà còn thoi thóp và đưa về, bắt liên lạc, ra sức chạy chữa và chuyển bà ra miền Bắc bằng cách đưa bà từ Điện Bàn tới Hưng Lợi, đi bằng ghe đến biên giới Campuchia, dừng ở Phnom Penh dưỡng sức, rồi đi máy bay đến Hà Nội, chữa trị tại Bệnh viện Việt – Xô. Ngày 25 tháng 10 năm 1958, Đài tiếng nói Việt Nam tại Hà Nội đã phát đi bài về Trần Thị Lý làm chấn động dư luận trong và ngoài nước. Tối ngày 14 tháng 11 năm 1958, Chủ tịch Hồ Chí Minh, các cán bộ lãnh đạo của Đảng và Nhà nước, các cán bộ miền Nam tập kết ra Bắc và người thuộc các tổ chức chính trị, xã hội của Liên Xô, Ba Lan, Mông Cổ, Hungary, Pháp đều đến thăm bà; 39 đoàn khách quốc tế tiếp tục đăng kí vào thăm. Chính quyền Việt Nam Cộng Hòa biết bà còn sống nên tổ chức truy nã gắt gao nhằm thủ tiêu cho bằng được, nhưng thất bại. Đến ngày 21 tháng 11 năm 1958, 5 bộ đội Liên khu 5 viết kiến nghị và được 2000 đại biểu ký gửi đến Ủy ban Quốc tế phản đối sự dã man của chính quyền Sài Gòn đối với Trần Thị Lý. Bà hồi phục sức khỏe ở hậu phương miền Bắc và sống hợp pháp với tên Trần Thị Lý.
Chủ tịch hội hữu nghị Việt – Anh
Trong thời gian dưỡng bệnh ở Hà Nội, Trần Thị Lý có tình cảm với một thương binh đồng hương tên Nguyễn Viết Tuấn, là một kỹ sư vô tuyến, hai ông bà có một đám cưới đơn giản vào tháng 3 năm 1978. Do di chứng trong quá khứ bị tra tấn, bà mất khả năng sinh nở nên hai người nhận một con gái nuôi. Năm 1979, Trần Thị Lý từ Hà Nội về sống tại Đà Nẵng, trong điều kiện sức khỏe được phục hồi một phần. Gia cảnh gia đình bà thời gian đó khó khăn, nhiều năm liền sống trong căn nhà cấp 4. Ngày 12 tháng 2 năm 1992, bà được Nhà nước Việt Nam phong tặng danh hiệu Anh hùng Lực lượng vũ trang nhân dân. Bà qua đời vào ngày 20 tháng 11 năm 1992 tại Bệnh viện C, Đà Nẵng, hưởng dương 58 tuổi.

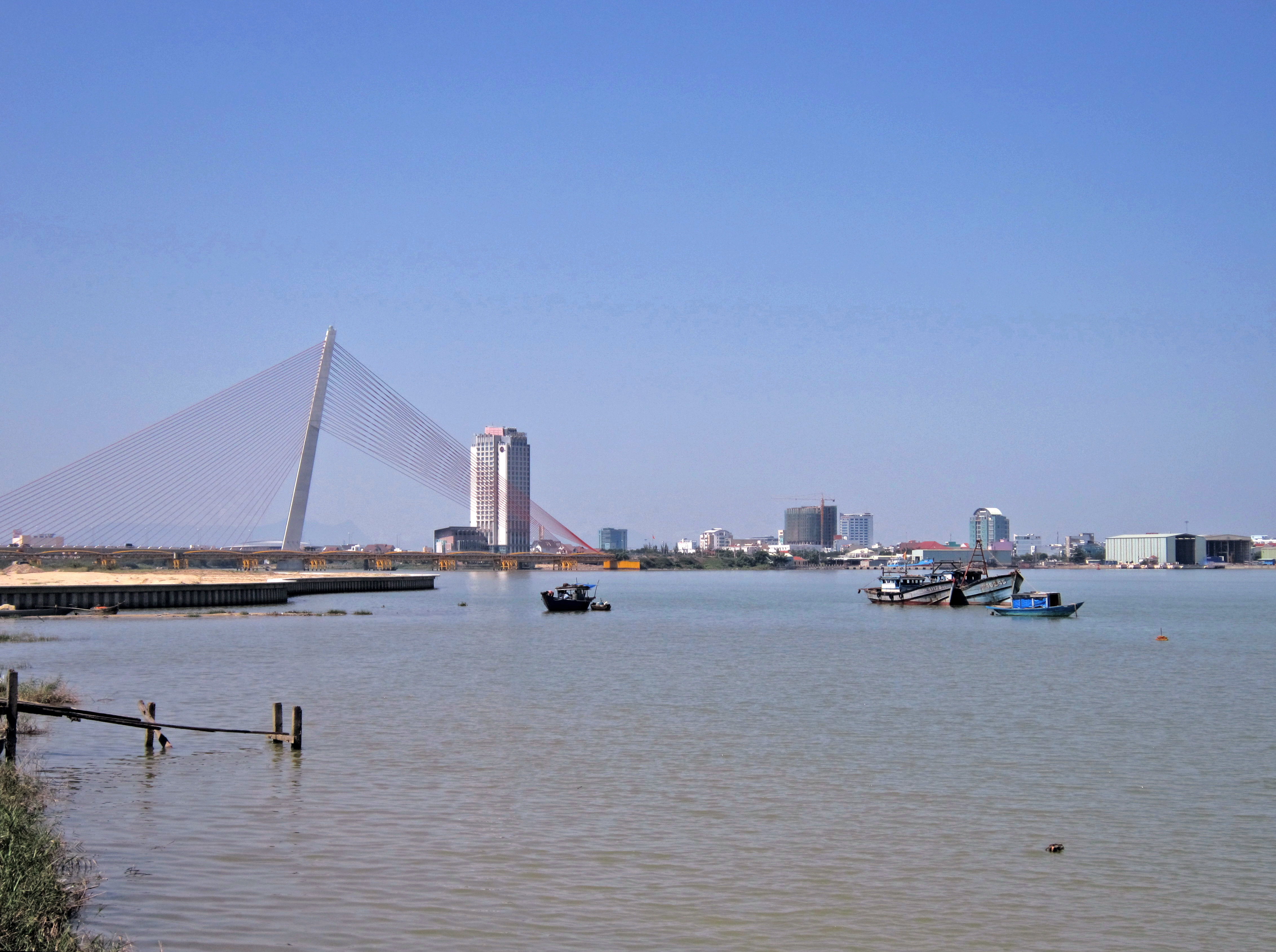
Cầu Trần Thị Lý trên sông Hàn

## Vinh danh
Hình ảnh của Trần Thị Lý là nguồn cảm hứng cho thơ ca, nhạc họa, phim ảnh. Bài thơ Người con gái Việt Nam của nhà thơ Tố Hữu ra đời vào tháng 12 năm 1958 sau khi nhà thơ đến thăm bà tại bệnh viện. Bài thơ sau đó được dịch ra nhiều thứ tiếng, gây xúc động cho người đọc và là tâm điểm chú ý của dư luận quốc tế.
Tên bà được đặt cho một cây cầu bắc qua sông Hàn ở Đà Nẵng. Tuy nhiên qua thời gian cầu xuống cấp và bị dỡ bỏ. Một cây cầu dây văng hiện đại đã được xây dựng để thay thế cây cầu cũ, mang tên Cầu Trần Thị Lý, hiện là một trong những cây cầu biểu tượng của thành phố Đà Nẵng.